# Scharrel (Saterland)
Scharrel (Saterfries: Skäddel) is een dorp en voormalige gemeente in de Duitse deelstaat Nedersaksen. In 1974 werd de tot dan zelfstandige gemeente onderdeel van de nieuw gevormde gemeente Saterland in het Landkreis Cloppenburg.

## Station

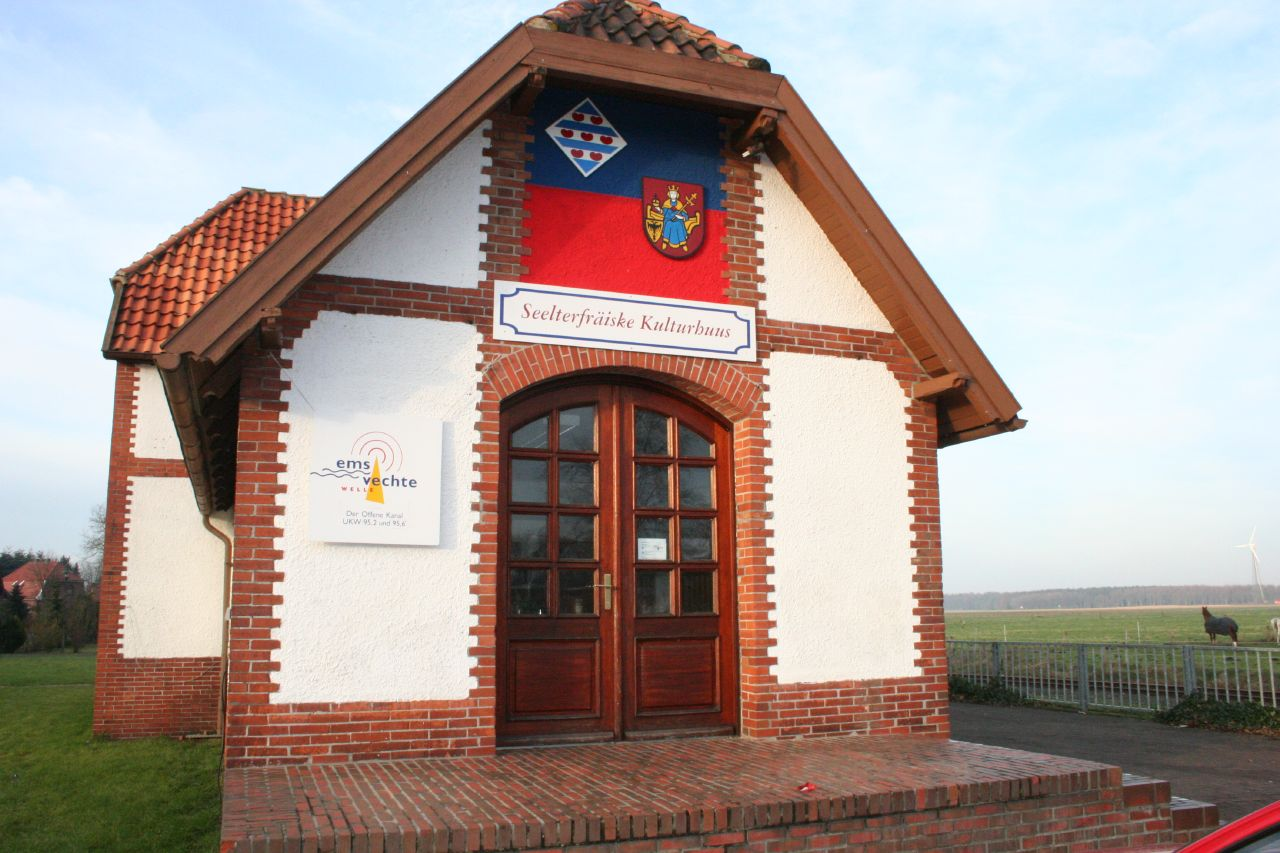
Voormalig station

Scharrel ligt aan de spoorlijn Cloppenburg - Ocholt. De lijn is sinds 1968 gesloten voor personenvervoer. Het station is tegenwoordig in gebruik als cultuurcentrum voor het Saterfries.